# Anisia misella
Anisia misella là một loài ruồi trong họ Tachinidae.